# Cinta (araldica)
Cinta è un termine utilizzato in araldica per indicare le mura, merlate o no, che cingono una torre, un edificio, una città.
Taluni araldisti utilizzano il termine cinta per designare una bordura larga la metà del normale e distaccata dal bordo dello scudo di uno spazio pari alla sua larghezza. Per tale pezza il Manno suggerisce il termine orlatura.
La cinta doppia è composta da due cinte diminuite che all'interno dello scudo possono essere infiorite e controinfiorite.
Si usa anche indicare come in cinta (o in orlo) la posizione di una serie di figure uguali poste in cerchio o disposte intorno allo scudo.

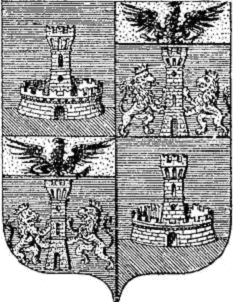
Torre con una cinta di mura
Otto palle poste in cinta (Perleberg, Germania)
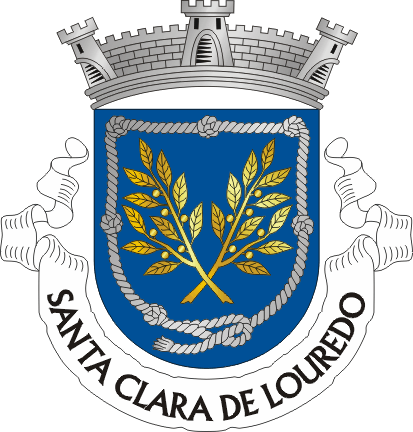
Corda posta in cinta (freguesia di Santa Clara de Louredo, Beja, Portogallo)
Catene poste in cinta, in croce e in decusse (Navarra, Spagna)
Doppia cinta infiorita e controinfiorita (stemma reale di Scozia)